# Francis Pieters
Francis Pieters (Kortrijk, 1947) is een Belgisch pedagoog, musicoloog en muziekcriticus.

## Levensloop
Francis Pieters, broer van Jean-Jacques Pieters, studeerde Duitse en Engelse taal en werd vervolgens leraar in zijn bakermat. Daarnaast is hij enthousiast bezig in de wereld van de blaasmuziek. Francis Pieters was (Past-)President van de World Association for Symphonic Bands and Ensembles (WASBE) en heeft de WASBE-Conference in 1985 te Kortrijk georganiseerd. Verder is hij vice-president van de Internationale Gesellschaft zur Erforschung und Förderung der Blasmusik (IGEB) te Graz. Ook was hij voorzitter van de International Military Music Society (IMMS) - Belgische afdeling.
Hij is recensent van vele artikelen over componisten en musici in vakbladen in België, Nederland en Frankrijk. Vanaf 1973 redigeerde hij het magazine Fedekamnieuws van de Federatie van Katholieke Muziekbonden (Fedekam) in Vlaanderen. Hij schreef de teksten voor meer dan honderd cd's.
Pieters is verder auteur van verschillende boeken en artikelen.

## Publicaties
- Verdi and the Banda, in: WASBE World - Official Magazine of the World Association for Symphonic Bands and Ensembles, September 2013, pp. 9-23, ISSN 2192-5127
- The Marches of the Viennese Strauß Dynasty, in: WASBE World - Official Magazine of the World Association for Symphonic Bands and Ensembles, March 2013, pp. 14-27, ISSN 2192-5127
- Lady Composers and the Wind Band/Ensemble, in: WASBE World - Official Magazine of the World Association for Symphonic Bands and Ensembles, December 2011, pp. 15-23, ISSN 2192-5127
- Wind Band Music in the Army and at the Court of Louis XIV the “Sun King” in: KONGRESSBERICHT Echternach / Luxemburg 2008. Alta Musica 2010. 473 S. mit zahlreichen Abbildungen und Notenbeispielen. pp. 337-358, ISBN 978-3-7952-1295-7
- Sigismund Neukomm (2e volet), in: CMF Journal Nº-534 Février 2008.
- Sigismund Neukomm, in: CMF Journal Nº-533, Decembre 2007.
- Le Grand Concours de Musiques militaires de 1867 au Palais de l'Industrie, à Paris, in: CMF Journal Nº-532, Octobre 2007.
- La cantate L'Impériale d'Hector Berlioz, in: CMF Journal Nº-531, Août 2007.
- Les symphonies pour orchestre d'harmonie de Paul Fauchet et James Robert Gillette, in: CMF Journal Nº-530, Juin 2007.
- Jean Absil, compositeur belge, in: CMF Journal Nº-529, Avril 2007.
- Le concours “Coup de vents”, in: CMF Journal Nº-528, Février 2007.
- Les instruments à cordes en soliste avec l’orchestre à vent, in: CMF Journal Nº-528, Février 2007.
- The BBC wireless military band et hommage a Sir Malcom Arnold, in: CMF Journal Nº-527, Décembre 2006.
- Léopold Stokowski et d’autres chefs..., in CMF Journal Nº-526, Octobre 2006.
- Trois grands compositeurs russes et l’orchestre à vents: D. Chostakovitch, A. Khatchatourian et S. Prokofiev, in: CMF Journal Nº-525, Août 2006.
- Societe Royale "La Grande Harmonie" Brussels - a famous 19th century amateur wind band, in: Kongressbericht Oberwölz/Steiermark 2004. Alta Musica, Bd. 25. 2006. 388 p., ISBN 978-3-7952-1203-2
- Rossini, les vents et l'orchestre d'harmonie, in: CMF Journal avril 2004 - N°511
- De koninklijke Muziekkapel van de Gidsen, Een eeuw geluidsdragers. De Vrienden van de Koninklijke Muziekkapel van de Gidsen, Kortrijk. 2003. 289 p. ISBN 9090172688
- Gerard Boedijn Blaasmuziekpionier - Biografie met CD, Molenaar, Wormerveer 1997, ISBN 978-9-070-62837-6
- Ook zij schreven voor Blaasorkest, Wormerveer, Molenaars muziekcentrale, 1996. 310 p., ISBN 90-70628-35-X
- Blaasmuziek tussen gisteren en morgen, Molenaar, Wormerveer 09.0198.04, 1992. 427 p., ISBN 90-70628-04-X
- De Koncertband "Vooruit" Harelbeke België - Kampioen 1e Divisie Harmonie WMC 1985, in: St.-Caecilia - Maandblad voor de FKM, jrg. 40, no. 10 - okt. 1985, pp. 291-293
- Portrettengalerij: Willy Schootemeijer, in: FEDEKAMNIEUWS - Tweemaandelijks orgaan van de Fedekam-Vlaanderen, 27e jaargang nr. 5 - Oktober 1982, pp. 320-321
- Grootmeesters van de Simfonie en de Blaasmuziek - De Sythetisten, in: FEDEKAMNIEUWS Tweemaandelijks orgaan van de Fedekam Vlaanderen, 27e jaargang, nr. 3- juni 1982, pp. 178-181
- Portrettengalerij - Lucien Gekiere (1912-), in: FEDEKAMNIEUWS Tweemaandelijks orgaan van de Fedekam Vlaanderen, 27e jaargang nr. 3 - juni 1982, pp. 168-169
- Portrettengalerij - Gérard Favere, in: FEDEKAMNIEUWS Tweemaandelijks orgaan van de Fedekam Vlaanderen, 27e jaargang nr. 3 - juni 1982, pp. 167-168
- Portrettengalerij - Dieudonné Dagnelies, in: FEDEKAMNIEUWS Tweemaandelijks orgaan van de Fedekam Vlaanderen, 27e jaargang nr. 3 - juni 1982, pp. 166-167
- Grootmeesters van de Simfonie en de Blaasmuziek - Jean Absil, in: FEDEKAMNIEUWS - Tweemaandelijks orgaan van de Fedekam, 27e jaargang Nr. 2 - april 1982, pp. 108-109
- Harmoniemuziek voor de ingrijpende hervormingen van Sax (2) - Het repertoire tijdens het Keizerrijk en de Restauratie, in: FEDEKAMNIEUWS - Tweemaandelijks orgaan van de Fedekam Vlaanderen, 27e jaargang, Nr. 1, februari 1982, pp. 23-25
- Portrettengalerij - Arsène Becuwe (1891-), in: FEDEKAMNIEUWS - Tweemandelijks orgaan van Fedekam Vlaanderen, 27e jaargang, nr. 1, februari 1982, pp. 12
- Harmoniemuziek vóór de ingrijpende hervormingen van Sax (1), in: FEDEKAMNIEUWS - Tweemaandelijks orgaan van Fedekam-Vlaanderen, 26e jaargang Nr. 6, december 1981, pp. 468-471
- Van trompetsignaal tot muziekkapel; Anderhalve eeuw militaire muziek in België. Muziekcentrum, Kortrijk. 1981. 432 p.
- Portrettengalerij - Francis De Bourguignon, in: FEDEKAMNIEUWS Tweemaandelijks orgaan van de Fedekam Vlaanderen, 25e jaargang, 1980, pp. 508-509
- Portrettengalerij - René Bernier, in: FEDEKAMNIEUWS Tweemaandelijks orgaan van de Fedekam Vlaanderen, 25e jaargang, 1980, pp. 508-509
- "Désiré Dondeyne" pionnier de la Musique pour orchestre d’harmonie en France au XXe siècle, préface de Frédéric Robert, éditions Musikverlag Kliment, Wien.
- Franse Blaasmuziekcomponisten, Molenaar, Wormerveer, 185 p.,